# Мартин Вилья, Родольфо
Родольфо Мартин Вилья (исп. Rodolfo Martín Villa; род. 3 октября 1934[…], Леон, Кастилия и Леон или Санта-Мария-дель-Парамо, Кастилия и Леон[…]) — испанский инженер и политик, первый заместитель председателя правительства Испании (1981—1982).

## Биография
Родился 3 октября 1934 года в Санта-Мария-дель-Парамо, Леон. Учился в Мадридском политехническом университете, где получил высшее инженерное образование.

## Карьера
Мартин Вилья является членом Союза демократического центра. До назначения министром по связям с профсоюзами в 1975 году, он работал гражданским губернатором Барселоны.
5 июля 1976 года Мартин Вилья был назначен министром внутренних дел в первом кабинете Адольфо Суареса, сменив Мануэля Фрагу Ирибарне. 6 апреля 1979 года его срок полномочий на посту министра внутренних дел закончился.
В результате перестановок в сентябре 1980 года он был назначен министром по делам регионов в кабинете Суареса, а затем являлся первым заместителем председателя правительства Испании с 1 декабря 1981 года по 28 июля 1982 года.
В 1989 году Мартин Вилья вернулся в Конгресс, где представлял Мадрид, но в 1997 году ушёл в отставку. В 1997—2002 годах он был председателем компании Endesa, контролируемой правительством, а в мае 2002 года стал её почётным председателем.
23 апреля 2013 года адвокаты из Аргентины объявили, что трое бывших испанских министров режима Франко, включая Мартина Вилью, должны быть арестованы и предстать перед судом из-за предполагаемого участия в убийстве граждан Аргентины. В сентябре 2022 года аргентинский суд постановил, что обвинение в преступлениях, предъявленное Мартину Вилье, должно быть аннулировано.